# Дом купца Белахова

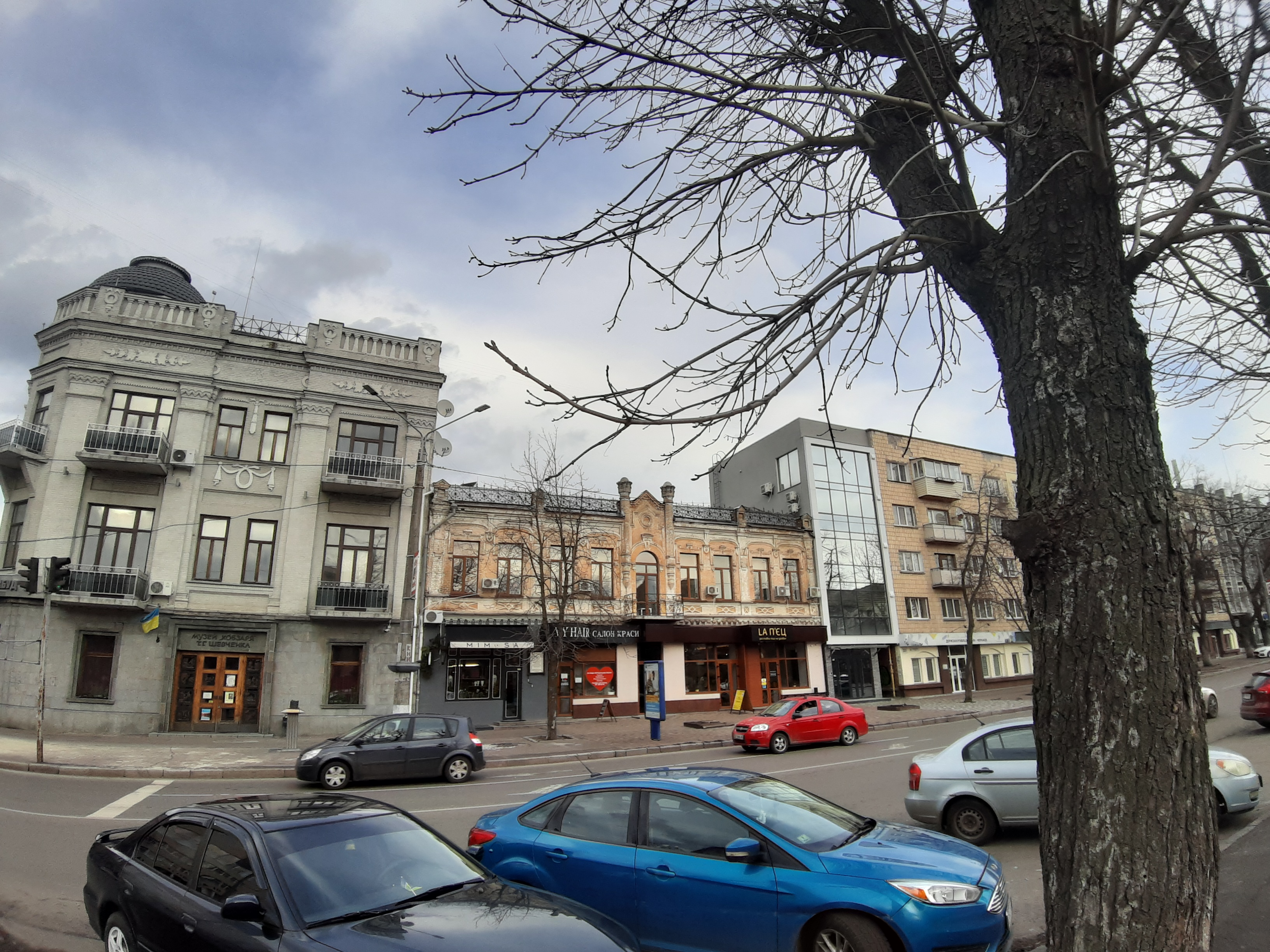
Особняк Белахова

Дом купца Белахова — это дом на Крещатике (ранее Николаевская улица) в центре Черкасс, построенный в начале 90-х годов XIX века.

## История
Раньше дом принадлежал семье Белаховых, глава которых имел в городе несколько мануфактурных магазинов и получил хорошую репутацию в Черкассах. В конце XIX века, Белахов выкупил участок под застройку и предварительно снес на нем старый дом и возвел свой — двухэтажный особняк. Великолепное здание было прямоугольной формы, металлические ступени внутри дома и широкий передний балкон (был демонтирован в 30-х годах прошлого века) были отлиты на чугунном заводе наследников В. П. Каурова. Особняк выполнен в стиле позднего модерна с элементами ампира. Подобный стиль был очень популярен среди среднего класса черкасской буржуазии конца XIX — начала XX века и в наши дни стал памятником архитектуры III категории. Здание прозвали одним из самых красивых во всем городе, наравне с такими как: дом Цибульских (1852 г.), отель «Славянский» (так же известный как «Голубой Дворец». конец XIX века), дом Лысака и Гаркавенка (1870-х г.). Которые были «изюминкой» Черкасской архитектуры.
С самого начала своего существования стал как местом проживания семейства Белаховых на втором этаже, так и мануфактурным магазином на первом. Затем особняк сдавался в аренду разным предприятиям и начал функционировать как доходный. В начале XX века в его правой нижней части было оборудовано завод по производству сельтерской и газированной воды предприятия Школьникова. А в 10-х годах XX века в доме располагалось отделение Санкт-Петербургского учетного банка, магазин одежды и другие.

## Первый кинотеатр
В 1908 году Белахов купил во Франции кинематографический аппарат, так как знал, что кино только входит в моду и с этого можно неплохо заработать. И оборудовав в своем доме первый в Черкассах кинотеатр, продавал билеты вместе со своей семьей, в частности с дочерью и двумя сыновьями. В летнее время это место было особенно популярно среди горожан. Это одно из немногих мест на Крещатике, где можно было купить мороженое. Так же можно было приобрести холодную газировку. Такая популярность приносила Белахову большие доходы.
Но кинотеатр просуществовал недолго. Спустя какое-то время в городе появился новый и более современный кинотеатр «Ампир», который имел просторный зрительный зал и удобное фойе, в отличие от «заведения» Белахова, где было всего 120 мест для посетителей.

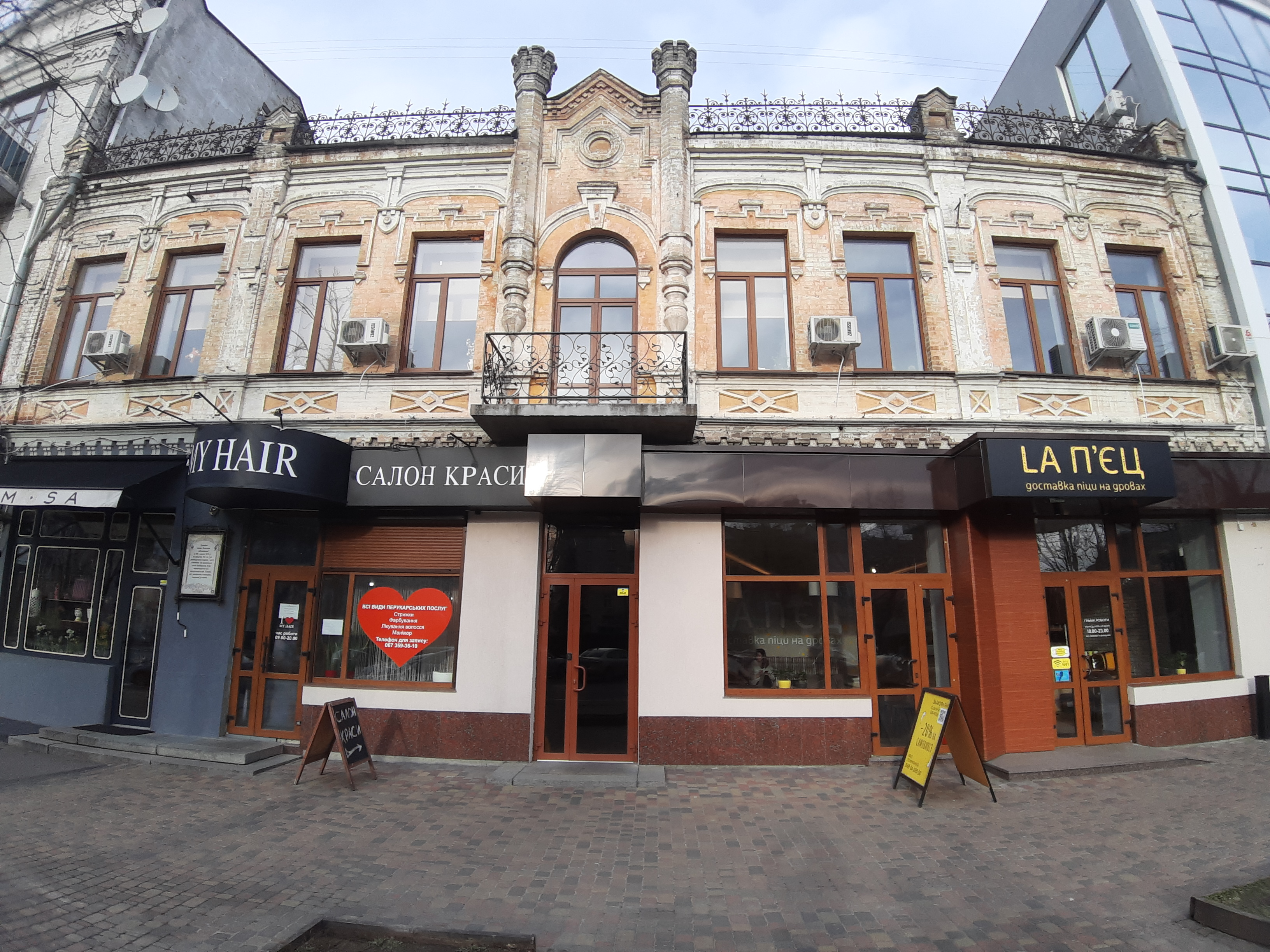
Дом Белахова в городе Черкассы

## Военное время
После Октябрьской революции особняк Белахова стал молодежным клубом. Позже, в нем образовались первые организации коммунистического правительства. Перед началом второй мировой войны на первом этаже находились магазин детских игрушек и ОСОАВИАХИМ.
На сегодняшний день в этом доме находится областное отделение Национального Союза Писателей Украины и некоторые частные предприятия.